# Geo Television
Pour les articles homonymes, voir GEO.
GEO Television est une chaîne de télévision thématique allemande de RTL Deutschland lancée le 8 mai 2014.

## Histoire de la chaîne
GEO Television est l'émanation pour la télévision de la revue éponyme GEO et met l'accent sur les documentaires. Pour le démarrage de sa retransmission, la chaîne s'allie à Telekom Entertain.

## Organisation

### Dirigeants
Directeur général :
- Frank Hoffmann :  depuis le 8 mai 2014

### Capital
Le capital de GEO Television est détenu à 100 % par RTL Deutschland GmbH, filiale à 100 % de CLT-UFA S.A.

### Siège
L'entreprise a son siège à Cologne-Deutz.

## Diffusion
GEO Television est diffusée sur le câble, le  satellite Astra et sur la télévision IP de Vodafone.